# Adolph Fredric Lewenhaupt
Adolph Fredric Lewenhaupt, född 17 januari 1745 på Svabesholm, död 20 juni 1791 i Stralsund, var en svensk greve, militär och hovman.
Adolph Fredric Lewenhaupt var son till Mauritz Casimir Lewenhaupt. Han var student vid Uppsala universitet, blev 1756 kadett vid amiralitetet och samma år volontär vid Södra skånska kavalleriregementet. 1757 befordrad till kvartsmästare och blev 1758 konstituerad fänrik vid kronprinsens regemente och 1759 stabsfänrik där. Han tjänstgjorde som kornett vid Södra skånska kavalleriregementet under Pommerska kriget 1759 och 1760. 1763 erhöll Lewenhaupt permission för att träda i utländsk tjänst, blev 1769 löjtnant vid kronprinsens regemente, samma år kapten vid Royal suédois och löjtnant vid Bohusläns dragonregemente. Han befordrades 1771 till stabskapten vid Bohusläns dragonregemente och blev samma år hovstallmästare. Lewenhaupt deltog i Gustav III:s statskupp och blev kort därefter överhovstallmästare och följe kungen under hans eriksgata. 1774 blev han kapten vid Bohusläns dragonregemente och senare samma år befordrad till major i armen. 1775 var han envoyé till det ryska hovet under Gustav III:s besök i Finland. 1777 befordrades Lewenhaupt till överstelöjtnant. I samband med kronprins Gustav Adolfs fick han av hovet uppgiften att underrätta adeln om händelsen. Lewenhaupt blev 1779 överstelöjtnant vid Mörnerska husarregementet. Han följde kungen under dennes resa till Spa, Belgien 1780.
1781 blev Lewenhaupt överste i armén. Under Gustav III:s ryska krig blev han 1789 närmast under generallöjtnant Johan Psilanderhielm föra befälet över trupperna i Bohuslän. 1789-1790 var han ledamot av Krigskollegiets krigsrättsavdelning som avkunnade domarna mot deltagarna i Anjalaförbundet. År 1790 befordrades han till generalmajor och deltog under detta år i fälttåget i Finland. År 1791 var planerna att Lewenhaupt skulle följa Gustav III under hans resa till Aachen men i Rostock insjuknade han i lungtuberkulos och avled en kort tid därefter.
Adolph Fredric Lewenhaupt blev 1772 riddare av Svärdsorden, 1773 kommendör av Nordstjärneorden och samma år ceremonimästare vid Kunglig Majestäts Orden. 1778 blev han riddare av Serafimerorden.

## Fotnoter
1. 1 2 3 4  läs online, www.adelsvapen.com .[källa från Wikidata]
2. 1 2 3 4  Gabriel Anrep, Svenska adelns ättar-taflor, Norstedts förlag, 1858, s. 672, läs online.[källa från Wikidata]
3. 1 2  Leo van de Pas, Genealogics, 2003, läs online och läs online.[källa från Wikidata]